# Ambros Seelos
Ambros Seelos (* 30. Januar 1935 in Töging am Inn; † 3. August 2015 in Mühldorf am Inn) war ein deutscher Saxophonist, Klarinettist, Bandleader und Arrangeur.

## Leben
Ambros Seelos wurde in Töging im oberbayerischen Landkreis Altötting als fünftes von sieben Kindern geboren. Er absolvierte eine Ausbildung als Installateur, lernte jedoch zusätzlich Klarinette. Nach seiner Lehre studierte er Klassische Klarinette an der Hochschule für klassische Musik in München. Seelos finanzierte sein Studium, indem er ab 1956 mit Paul Würges in einer Rock-’n’-Roll-Band im Northern Band Style zusammenspielte.
1958 gründete er zusammen mit Hansl Bauer das Septett Jokers. Daraus ging 1960, zunächst als Septett mit gemischtem Bläsersatz (Trompete, Posaune, zwei Saxophone, Piano, Bass und Schlagzeug), später mit zehn Musikern und Sängerin, das Ambros Seelos Orchester hervor. Das erste Konzert fand in Luxemburg statt, wo man die Band aufgrund der vielen Offerten, die Ambros Seelos selbst auf einer Reiseschreibmaschine schrieb, engagierte.
Es folgten Engagements in Tanz- und Unterhaltungslokalen in ganz Europa, dazu Tourneen mit Freddy Quinn, Chubby Checker und Lou van Burg. In Neapel gab es ein dreimonatiges Gastspiel im Offiziers-Club des NATO-Hauptquartiers sowie auf zwei US-Flugzeugträgern. Bei Tourneen in Schweden stand Seelos mit Count Basie und Louie Bellson auf der Bühne und trat dort oftmals in Fernseh-Shows auf. Zudem nahm er mehrere Groove Jazz-Platten für das Label MPS auf, unter anderem 1968 das Album Fire mit dem bekannten Song Swingle Beat.
Die Ambros Seelos Show Band war im Hotel Bayerischer Hof in München das Ballorchester. Beim Madame-Ball trat er mit Ella Fitzgerald auf.
In den 1970er und 1980er Jahren tourte Seelos durch Asien. Manila, Hongkong, Bangkok, Bombay, Djakarta, Singapur und die Vereinigten Arabischen Emirate waren Stationen während dieser Zeit. Anfang der 1980er war er an Vertonungen der Gedichte Helmut Zöpfls beteiligt. Ab dem Ende der 1980er gab es auch Engagements auf Kreuzfahrtschiffen (unter anderem mit Karel Gott, Roberto Blanco, Margot Werner, Andreas Hauff und Edith Prock), im März 1996 stach man mit der Europa bereits zum siebten Mal in See. Begleitet wurden auf dieser Fahrt Kristina Bach, Billy Mo und Henry Arland.
Zuletzt lebte Ambros Seelos mit seiner Frau in Mettenheim (Oberbayern). 2011 zog sich Seelos bei einem Sturz einen mehrfachen Ellenbogenbruch zu und war daraufhin nicht mehr in der Lage, ein Instrument zu spielen. Die letzten Tage vor seinem Tod verbrachte er in einem Pflegeheim der Caritas in Mühldorf am Inn. Er hinterließ neben seiner Ehefrau drei Söhne.

## Diskografie (Auswahl)
- Geschwister Steiner und das Orchester Ambros Seelos: wir tanzen;  7″-EP auf Elite Special 45-EPA 1100
- Orchester Ambros Seelos; LP Koch C120 796; 1983
- Deutsche Schlager Tanzparty; CD August 1998
- 70 Jahre Ambros Seelos; CD Januar 2005; Label: Koch; Vertrieb: Universal
- Tanz Gala 2007; CD November 2006; Label: Koch; Vertrieb: Universal